# 비아트론
비아트론(Viatron)은 대한민국의 열처리 장비 기업이다. 본사는 경기도 수원시 권선구 산업로 155번길 139 (고색동 1007)에 위치해 있으며 대표이사는 김형준이다. 디스플레이패널 공정에 사용되는 열처리장비를 생산하고 있다

## 역사
2001년 홍익대학교 교수인 김형준 사장이 대학 실험실에서 비레이저 결정화 기술 개발에 성공하면서 창업하였다

## 참고 문헌
1. ↑  이종준, 작지만 강한 기업' 비아트론, "끊임없는 변화와 혁신", 디일렉, 2019.03.26
2. ↑  나병현, 교수 출신 김형준, 긴 인내 끝에 비아트론 성과 결실, 비지니스포스트, 2016-09-01
3. ↑  김형준 비아트론 사장, 이투데이, 2012-08-01